# Амурська Українська Обласна Рада
Амурська Українська Обласна Рада — виборний орган, що мав представляти національні інтереси українського селянства Амурської області в 1917 році з центром у Благовіщенську.
Амурська Українська Обласна Рада була обрана на Амурському українському обласному з'їзді в червні 1917 року з метою «дати просвіту та об'єднати амурських українців».
На виборах до Всеросійських Установчих зборів 1917 року Амурська Українська Обласна Рада висунула свій список депутатів:
- О. Володько;
- Л. Король;
- Г. Рудников;
- Я. Ситницький.

Список отримав 3,265 (1,4 %) голосів виборців.  Голова Ради — Петрушенко, згодом — Р. Барилович.
У листопаді 1917 за ініціятивою Ради засновано українську кооперативну видавничу спілку з метою видання популярних українських книжок.
1918 року, згідно з рішеннями Третього Українського Далекосхіднього з'їзду на терені Амурської області було створено Благовіщенську та Свободненську Українські Окружні Ради.